# انجمن جهانی فولاد
انجمن جهانی فولاد (انگلیسی: World Steel Association) سازمان غیرانتفاعی بین‌المللی است که به عنوان بزرگترین انجمن تجاری صنعت فولاد در جهان شناخته می‌شود. این انجمن در زمینه معرفی بزرگترین شرکت‌های تولیدکننده فولاد و سنگ آهن فعالیت می‌کند.
انجمن جهانی فولاد فعالیت خود را از سال ۱۹۶۷ آغاز نمود و هم‌اکنون شرکت‌های عضو این انجمن بالغ بر ۸۵٪ درصد از ظرفیت تولید جهانی فولاد را در اختیار دارند. مرکز انجمن جهانی فولاد در شهر بروکسل، بلژیک قرار دارد. هم‌اکنون بیش از ۱۵۰ شرکت فولادسازی از سراسر جهان عضو این انجمن می‌باشند، که شرط نخست برای عضویت در این انجمن، در اختیار داشتن ۲ میلیون تن در سال ظرفیت تولید می‌باشد. انجمن جهانی فولاد هر ساله بزرگترین شرکت‌های فولاد جهان را بر پایه میزان تولید، رتبه‌بندی می‌نماید.